# DeepColor
30/36/48/64-битный цвет (DeepColor — глубокий цвет) в компьютерной графике — метод представления и хранения изображения, позволяющий отобразить большое количество цветов, полутонов и оттенков. Цвет представляется с использованием 65536 (или 16384 для 14 бит на цвет) уровней для каждой из трёх компонент модели RGB: красного(R), зелёного(G) и синего(B), что в результате даёт 281 474 976 710 656 (4 398 046 511 104) различных цветов.
Обычно при кодировании пикселя на каждый из каналов (красный, зелёный, синий каналы) отводится по два байта; четвёртая пара байт (если используется) обычно отводится либо для хранения данных альфа-канала, либо просто игнорируется[3]. Использование 48-битной адресации требует реализации умножения на 3, что составляет бо́льшую вычислительную нагрузку, чем умножение на 4, которое может быть реализовано с помощью сдвига.
DeepColor может хранить альфа-канал, с помощью которого устанавливается степень прозрачности пикселей для отображения полупрозрачных изображений, например для отображения эффекта полупрозрачных окон, растворяющихся меню и теней. Некоторые видеоадаптеры способны обрабатывать альфа-канал аппаратно.